# Le Monde de Pahé
Le Monde de Pahé,,, est une série d'animation française ,adapté de la Bd du même nom par Christophe Guignement et réalisée  par Paul Leluc en 2010 et a été diffusé sur France 3 ,,,,.

## Synopsis
La série met en scène la vie  d’un jeune garçon  français d’origine gabonaise nommé Pahé , son meilleur ami Seb, sa petite copine qui sont de jeune français (e), sa grande sœur, mère et son vendeur préféré  Cyrano.

## Doublage
- Sauvane Delanoë : Pahé
- Marie Facundo : Seb
- Jérémy Prévost : Cyrano et Jimmy
- Guillaume Orsat : Paul
- Jennifer Fauveau : Cynthia et Marnie
- Christian Bénard : Gros Bill et Whiskey
- Antoine Lelandais
- Brigitte Virtudes : Déborah Trichard et Simone

Version française :
- Direction artistique : -

 Source et légende : version française (VF) sur RS Doublage